# Sarah Alles
Sarah Alles-Shahkarami (* 17. September 1986 in West-Berlin) ist eine deutsche Schauspielerin und Synchronsprecherin.

## Leben und Karriere
Sarah Alles wurde als Tochter einer Deutschen und eines Iraners geboren und wuchs in Berlin-Wilmersdorf auf.
Alles ist Trägerin des schwarzen Gürtels in Karate und wurde dreimal Berliner, einmal deutsche und je einmal Vizemeisterin von Deutschland und Großbritannien. Von 2002 bis 2005 war sie Mitglied im Karate-Bundeskader, ehe sie den Leistungssport zugunsten der Schauspielkarriere aufgab.
2006 hatte sie bei den Dreharbeiten für Paulas Sommer einen schweren Reitunfall, bei dem sie sich die Wirbelsäule brach und eine Gehirnerschütterung erlitt. Infolgedessen musste sie die Rolle abgeben und war für neun Monate berufsunfähig. Alles nutzte die Zeit, um erfolgreich ihr Abitur nachzuholen.
Parallel zum Besuch des Berliner Goethe-Gymnasiums und zu ihrer Schauspielausbildung von 2011 bis 2013 an der Hochschule für Schauspielkunst Ernst Busch in Berlin war Alles bereits in ersten Fernseh- und Theaterrollen zu sehen. Zusätzlich nahm sie Ballett- und Gesangsunterricht.
Sarah Alles wirkt seither regelmäßig in Fernsehserien mit. 2006 verkörperte sie die Mia Dannenberg in Tessa – Leben für die Liebe, 2011/2012 spielte sie in Rote Rosen in fast 200 Folgen die Ella Meissner und von 2012 bis 2016 war sie in der Krimiserie Heiter bis tödlich: Akte Ex in drei Staffeln als Sekretärin Yvette Müller zu sehen. Zudem trat sie in zahlreichen Fernsehserien in Gastrollen auf, so in Ein Fall für zwei, Der Landarzt und In aller Freundschaft.
Seit 2021 spielt Alles in der ZDF-Krimireihe Wilsberg die Auszubildende Isabel Wolfangel.
Seit 2013 arbeitet sie vermehrt als (Synchron-)Sprecherin. 2014 wirkte sie im Hörspiel Mark Brandis, Raumkadett mit. Sie ist Station-Voice von EinsPlus und spricht auch in mehreren Werbespots wie der Axe-Kampagne „Der erste Eindruck zählt“. Außerdem ist sie die deutsche Titelstimme der Kinder-Serie Zack und Quack und spricht und singt als kleiner Junge Zack.
2020 begann sie unter dem Namen „Power Pause“ mit der Veröffentlichung kurzer Meditationen im Podcast-Format.
Alles engagiert sich mehrfach sozial: Seit 2009 unterstützt sie das Projekt NY HARY, das madagassischen Schulkindern ein Zuhause gibt. 2014 übernahm sie ehrenamtlich neben Oliver Uschmann die Schirmherrschaft für Kinderhelfer mit Herz e. V. Sarah Alles ist im Vorstand der IVQS STIFTUNG – gegen Altersarmut bei Schauspielern und Schirmherrin des Projektes Artists in Residence – Mijas Pueblo der Künstlervereinigung Les Montmartrois en Europe.

## Filmografie (Auswahl)
- 1999: Für alle Fälle Stefanie – Ein ganzer Kerl (Fernsehserie)
- 2002: Mama macht’s möglich (Fernsehfilm)
- 2003: Tausche Firma gegen Haushalt (Fernsehfilm)
- 2005: Bis in die Spitzen (Fernsehserie, 5 Folgen)
- 2006–2009: Tessa – Leben für die Liebe (Telenovela, 89 Folgen)
- 2008: Die Stein (Fernsehserie, 4 Folgen)
- 2007: Unter Druck (Fernsehfilm)
- 2007: Volles Haus (Fernsehserie)
- 2008: SOKO Wismar – Vier Frauen (Fernsehserie)
- 2008: Immer Wirbel um Marie (Fernsehfilm)
- 2008: Notruf Hafenkante – Familiengeheimnisse (Fernsehserie)
- 2009: Ein Fall für zwei – Teuflischer Schatten (Fernsehserie)
- 2009: Der Landarzt – Unversöhnlich (Fernsehserie)
- 2010: Countdown – Die Jagd beginnt (Fernsehserie)
- 2011: In aller Freundschaft – Verantwortung (Fernsehserie)
- 2011–2012: Rote Rosen (Telenovela, 70 Folgen)
- 2011: Stilles Tal (Fernsehfilm)
- 2011: Verlangen (Kurzfilm)
- 2012: Heiter bis tödlich: Henker & Richter – Die Moorhexe (Fernsehserie)
- 2012: Weltraumpanda und Schildkröte (Kurzfilm)
- 2012: München 7 – Wachtmeister Abdul (Fernsehserie)
- 2012–2016: Heiter bis tödlich: Akte Ex (Fernsehserie, 23 Folgen)
- 2013: Die Bergretter – Filmriss
- 2013: Mantrailer – Spuren des Verbrechens
- 2014: Der letzte Kronzeuge – Flucht in die Alpen (Fernsehfilm)
- 2014: Küstenwache – Täuschungsmanöver
- 2014: SOKO Stuttgart – Gutes Mädchen (Fernsehserie)
- 2014: Der Sieger in Dir (Fernsehfilm)
- 2015: Bettys Diagnose – Unverträglichkeiten (Fernsehserie)
- 2015: In aller Freundschaft – Die jungen Ärzte – Schein oder Sein (Fernsehserie)
- 2015: Das Traumschiff – Macau
- 2017: Querfeldein (Kurzfilm)
- 2018: Familie Dr. Kleist – Zwischen den Stühlen (Fernsehserie)
- 2019: Der Bulle und das Biest (Fernsehserie)
- 2019: In aller Freundschaft – Ein grünes Herz (Fernsehserie)
- 2019, 2023: In aller Freundschaft – Schlangenlinien, Herz und Herd (Fernsehserie)
- 2019: Kreuzfahrt ins Glück – Hochzeitsreise in die Normandie
- 2020: Overdose (Kinofilm, Independent)
- seit 2021: Wilsberg
  - 2021: Wilsberg: Aus heiterem Himmel
  - 2022: Wilsberg: Gene lügen nicht
  - 2022: Wilsberg: Fette Beute (Fernsehreihe)
  - 2024: Wilsberg: Blinde Flecken (Fernsehreihe)
  - 2024: Wilsberg: Datenleck (Fernsehreihe)
  - 2024: Wilsberg: Blut geleckt (Fernsehreihe)
  - 2024: Wilsberg: Ein Detektiv und Gentleman (Fernsehreihe)
  - 2025: Wilsberg: Über dem Gesetz (Fernsehreihe)
  - 2025: Wilsberg: Mit allen Wassern gewaschen (Fernsehreihe)
- 2022: Arctic Void (Kinofilm)
- 2022: WaPo Bodensee – Blindgänger (Fernsehserie)
- 2023: SOKO Wismar – Ein letzter Schluck (Fernsehserie)
- 2024: Ich hab den Weihnachtsmann geküsst (Fernsehfilm)
- 2025: SOKO Wismar – Scheidewege (Fernsehserie)

## Synchronarbeiten (Auswahl)
Emily Ratajkowski
- 2014: Gone Girl – Das perfekte Opfer, Rolle: Andie Fitzgerald
- 2015: Entourage, Rolle: Emily Ratajkowski
- 2015: We Are Your Friends, Rolle: Sophie
- 2019: Lying and Stealing, Rolle: Elyse

Lulu Antariksa
- 2014: How to Rock, Rolle: Stevie Baskara
- 2016: Crazy Ex-Girlfriend, Rolle: Kayla

Samira Wiley
- 2014–2017: Orange Is the New Black, Rolle: Poussey Washington
- 2016: Law & Order: Special Victims Unit, Rolle: Michelle Thompson

### Filme
- 2014: Die Legende der Prinzessin Kaguya, Rolle: Kaguya (Zeichentrick, Kinofilm)
- 2014: Otto ist ein Nashorn, Rolle: Viggo, (Zeichentrick, Kinofilm)
- 2014: Wie der Wind sich hebt, Rolle: Kayo Horikoshi (Zeichentrick, Kinofilm)
- 2014: Words & Pictures, Rolle: Emily (Kinofilm)
- 2014: Black Butler, Rolle: Rin (Kinofilm)
- 2014: Der kleine Drache Kokosnuss, Rolle: Ananas
- 2014: Melodys Baby für Lucie Debay, Rolle: Melody
- 2015: Digimon Adventure tri. – Chapter 1: Reunion für Yukiko Morishita, Rolle: Meikuumon
- 2016: R.L. Stine – Die Nacht im Geisterhaus für Sophie Reynolds, Rolle: Cammie
- 2017: Blade Runner 2049 für Ana de Armas, Rolle: Joi
- 2018: Blurt – Voll verplappert für Lillian Doucet-Roche, Rolle: Corrine Spruce
- 2019: Angry Birds 2 – Der Film, Rolle: Debbie (Zeichentrick, Kinofilm)
- 2019: Once Upon a Time in Hollywood für Margaret Qualley, Rolle: Pussycat
- 2021: My Little Pony – Eine neue Generation, Rolle: Zipp Storm

### Serien
- 2013: Wendy, Rolle: Tanja (Zeichentrickserie, ZDF)
- 2013–2014: Darknet – Nur ein Klick zum Horror, Rolle: Alison
- 2014: Zack und Quack, Rolle: Zack (Zeichentrickserie, Nickelodeon)
- 2015–2018: Tokyo Ghoul, Rolle: Tōka Kirishima (Anime-Serie)
- 2015: Fargo, Rolle: Simone Gerhardt
- 2016: Yosuga no Sora, Rolle: Nao Yorihime (Anime-Serie)
- 2016: Re:Zero – Starting Life in Another World, Rolle: Felix Argyle (Anime-Serie)
- 2016–2017: Haters Back Off für Miranda Sings, Rolle: Miranda Sings
- 2017–2019: Nö-Nö Schnabeltier, Rolle: Marilu
- 2017–2020: Sunny Day für Lilla Crawford, Rolle: Sunny
- 2017–2021: Atypical für Jenna Boyd, Rolle: Paige Hardaway
- seit 2017: One Punch Man, Rolle: Terrible Tornado
- 2018: Navy CIS, Rolle: Genevieve Bell
- 2018–2020: Star Wars Resistance, Rolle Agent Tierny
- 2018–2023: Summer Camp Island, Rolle Hedgehog (Zeichentrickserie, Cartoon Network)
- 2019: Diebische Elstern, Rolle: Kayla Landis
- 2020: The Pet Girl of Sakurasou, Rolle: Nanami Aoyama (Anime-Serie)
- 2021: Ginny & Georgia, Rolle: Maxine
- 2021: Redo of Healer, Rolle: Kureha Clyret
- 2022–2023: Navy CIS: L.A. für Medalion Rahimi, Rolle: NCIS Special Agent Fatima Namazi (2. Stimme)
- 2022: Navy CIS: L.A. für Kate Boyer, Rolle: Susan Sorensen
- 2022–2023: My Little Pony – Mit Huf und Herz, Rolle: Zipp Storm
- seit 2022: My Little Pony – Erzähle deine Geschichte, Rolle: Zipp Storm
- 2023: You – Du wirst mich lieben, Rolle: Nadia
- 2023: Ninjago: Aufstieg der Drachen, Rolle: Agent Denholt
- 2024: AlRawabi School for Girls, Rolle: Nadeen
- 2024–2025: FBI: Most Wanted für Caroline Harris als Cora Love

### Videospiele
- 2007: Blue Dragon, Rolle: Kluke (Videospiel, Microsoft)
- 2020: The Last of Us Part II, Rolle: Mel (Videospiel, NaughtyDog)
- 2020: Watch Dogs: Legion, Rolle: Mehrere Personen (Videospiel, Ubisoft)
- 2021: Far Cry 6, Rolle: Guerrillera (Videospiel, Ubisoft)
- 2023: Cyberpunk 2077: Phantom Liberty, Rolle: Aurore Cassel (Videospiel, CDProjekt RED)

### Hörbücher und Hörspiele
- Little Bee. Chris Cleave. Der Audio Verlag (DAV), Berlin, 2011, ISBN 978-3-86231-068-5 (Lesung, 5 CDs, 375 Min.)
- Der Unfall. Andree Metzler. liberaudio, Hamburg, 2020. (Lesung, 382 Min.)
- Und auf Erden Stille. Balthasar von Weymarn. Folgenreich Verlag der Universal Music Group, Berlin, 2021/2022. (Hörspiel, 2 Staffeln à: 4 CDs, ca. 8½h.)
- Heliosphere 2265. Andreas Suchanek. Greenlight Press, Karlsruhe, ab 2017, (Hörspiel, digitale Veröffentlichung)